# Álcool cetílico
Álcool cetílico, álcool palmítico, hexadecan-1-ol ou n-hexadecanol é o álcool graxo primário linear com 16 carbonos.
O Álcool Cetílico que existe no mercado pode ser de origem natural ou de origem sintética. Quando é de origem natural ele é produzido a partir dos óleos vegetais de coco ou de palmiste. O Álcool Cetílico pertence a uma classe de compostos químicos chamados álcoois graxos. O que caracteriza ser um álcool é possuir um grupo funcional R-OH (hidrofílico), onde o grupo R representa a cadeia graxa que possui 16 carbonos (lipofilica) O Álcool Cetílico é utilizado em quase todas as formulações cosméticas de cremes, loções, bronzeadores e condicionadores capilares. O Álcool Cetílico é um excelente emoliente, agente estabilizante e doador de consistência para as emulsões cosméticas e farmacêuticas. O Álcool Cetílico pode ser etoxilado com o óxido de etileno para produzir um emulsionante não iônico, de grande aplicação em formulações cosméticas de cremes, loções e shampoos. O Álcool Cetílico pode ser combinado com emulsionantes não iônicos ou iônicos para formar bases auto-emulsionantes de grande capacidade e poder emulsionante, que é muito vendido para a indústria cosmética e farmacêutica. O Álcool Cetílico é usado nas formulações cosméticas para dar textura e consistência aos cremes e emulsões cosméticos. Devido a sua compatibilidade com a pele, por ser um produto extremamente suave, ele produz emoliência quando usado em formulações cosméticas e aplicado sobre a pele.